# Octavia la Mayor

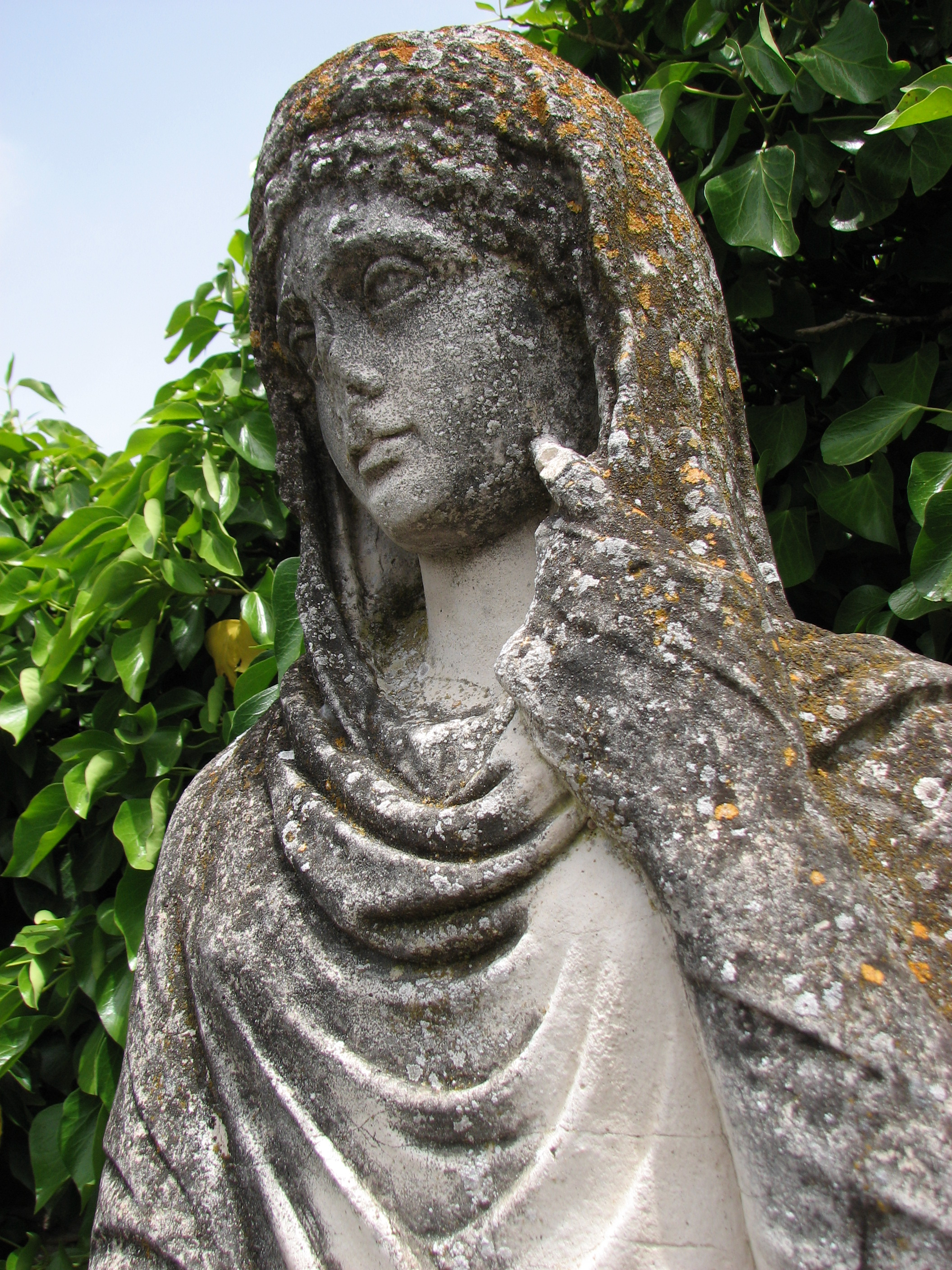
Estatua de una mujer romana

Octavia la Mayor (fallecida después del 29 a. C.) era hija del gobernador y senador romano Cayo Octavio Turino con su primera esposa, Ancaria. Era la media hermana mayor de Octavia la Menor y del emperador romano Augusto.

## Biografía
Octavia nació de Ancaria y Octavio probablemente en algún momento antes del 69 a. C..
Octavia la Mayor estaba casada con Sexto Apuleyo. Tuvieron un hijo, que también se llamaba Sexto Apuleyo, que se desempeñó como cónsul ordinario de Roma en el año 29 a. C. junto con su medio tío, Augusto. Se postula que tuvieron un segundo hijo, llamado Marco Apuleyo, quien fue cónsul en el año 20 a. C..
Su hijo Sexto Apuleyo, el cónsul, tuvo un nieto llamado Sexto Apuleyo, cónsul en el año 14 d. C. y una nieta llamada Apuleya Varila. El último descendiente conocido de Octavia la Mayor fue su bisnieto, también llamado Sexto Apuleyo, a través de su nieto y Fabia Numantina, que murió niño.
Plutarco solo conocía a una hija de Cayo Octavio y confundió a Octavia la Mayor con Octavia la Menor. La existencia de Octavia como esposa de Apuleyo fue descubierta por primera vez debido a una dedicatoria de cuando su esposo era procónsul de Asia.